# Kamienica przy ulicy Lwowskiej 6 w Krakowie
Kamienica przy ulicy Lwowskiej 6 – zabytkowa kamienica znajdująca się w Krakowie, w dzielnicy XIII, w Podgórzu.
Kamienica została wzniesiona w 1893 roku według projektu architekta Józefa Donheisera. Po 1960 roku odbył się remont budynku.
Kamienica została wpisana do gminnej ewidencji zabytków. Znajduje się na obszarze Podgórza, którego układ urbanistyczny został wpisany 26 października 1981 do rejestru zabytków.